# She Wants Revenge
She Wants Revenge (с англ. — «Она хочет ме́сти») — американская группа из Лос-Анджелеса (штат Калифорния), играющая альтернативный рок, дарквейв, постпанк.

## История
Группа образована в 2003 году двумя музыкантами из Лос-Анджелеса Джастином Уорфилдом (англ. Justin Warfield) и Адамом Брэвином (англ. Adam Bravin), для которых источником вдохновения явились The Cure и Bauhaus.
Музыканты были приняты на лейбле Geffen, где в 2006 году вышел альбом She Wants Revenge, который стал главной темой многих музыкальных изданий. Группу стали сравнивать с Bauhaus, ранними Ministry и Depeche Mode. Группа активно гастролировала в 2006 году с Depeche Mode и Placebo
В 2007 году группа была представлена на треке «Time» вместе с Timbaland.
При определении стиля группы часто звучит мнение, что из-за большого количества электроники из постпанка She Wants Revenge переходит в область дарквейв. В конце 2007 года выходит альбом This Is Forever — менее танцевальный, более мрачный по звуку и настроению и более лиричный.
EP Save Your Soul, был выпущен на iTunes 13 мая 2008 года. В альбом четыре трека: «Save Your Soul», «A Hundred Kisses», «Sugar» и «Sleep».
Вышедший в 2011 году альбом Valleyheart получил смешанные отзывы критиков.
В 2012 году группа принимала участие на ежегодном фестивале Максидром.
1 августа 2012 года группа объявила о том, что берёт отпуск на неопределенное время.
В августе 2020 года группа объявила о роспуске.

## Дискография

### Студийные альбомы
- She Wants Revenge (2006)
- This Is Forever (2007)
- Valleyheart (2011)

### Мини-альбомы
- These Things (2005)
- Tear You Apart (2006)
- True Romance (2007)
- Save Your Soul (2008)
- Up And Down (2009)

### Синглы
| Год  | Песня                        | US Hot 100 | U.S. Modern Rock | Альбом            |
| ---- | ---------------------------- | ---------- | ---------------- | ----------------- |
| 2005 | «Sister»                     | -          | -                | She Wants Revenge |
| 2005 | «Tear You Apart»             | -          | 5                | She Wants Revenge |
| 2006 | «These Things»               | -          | 22               | She Wants Revenge |
| 2006 | «Out of Control»             | -          | -                | She Wants Revenge |
| 2006 | «I Don’t Wanna Fall in Love» | -          | -                | She Wants Revenge |
| 2007 | «True Romance»               | -          | -                | This Is Forever   |
| 2007 | «Written in Blood»           | -          | -                | This Is Forever   |
| 2011 | «Must Be The One»            | -          | -                | Valley Heart      |